# Архозавр
Архозавр (Archosaurus) — рід примітивних плазунів родини Протерозухи (Proterosuchidae). Єдиний вид роду — Archosaurus rossicus.

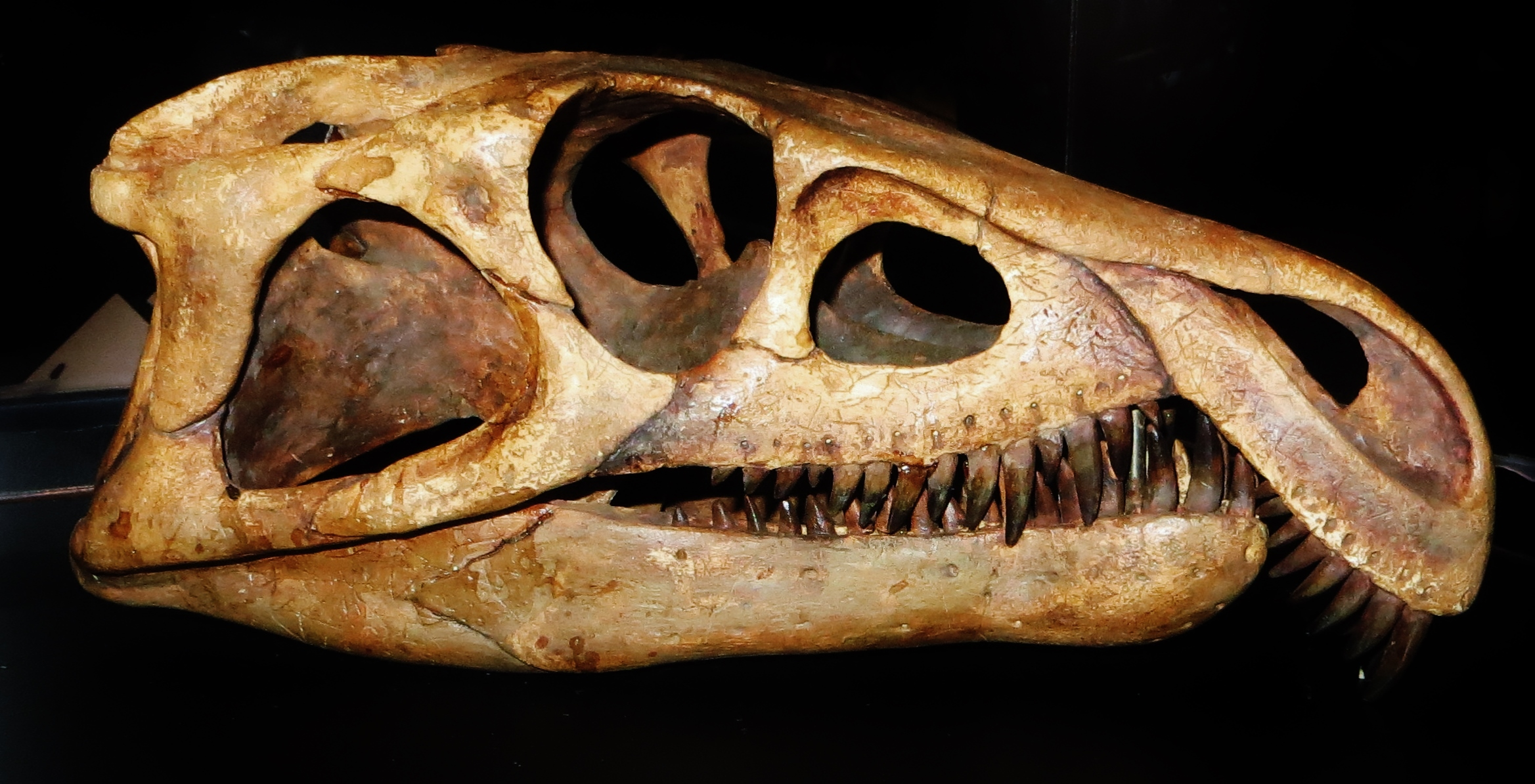
Череп архозавра

Скам'янілі рештки рептилії знайдені на заході Росії (Володимирська та Нижегородська області) та в Польщі. Вид існував у кінці пермського періоду (259—252 млн років тому). Це була хижа рептилія до 2 м завдовжки. Мала гострі довгі зуби й загнуту донизу верхню щелепу, що, мабуть, слугувала для утримання здобичі. Вважають, що тварина займала ту ж екологічну нішу, що і сучасні крокодили.